# Lyby Sogn
Lyby Sogn var et sogn i Salling Provsti (Viborg Stift).
I 1800-tallet var Lyby Sogn anneks til Jebjerg Sogn. Begge sogne hørte til Nørre Herred i Viborg Amt. Jebjerg-Lyby sognekommune blev ved kommunalreformen i 1970 indlemmet i Sundsøre Kommune, som ved strukturreformen i 2007 indgik i Skive Kommune.
I Lyby Sogn ligger Lyby Kirke.
Sognet blev den 1. januar 2022 sammenlagt med  Jebjerg Sogn under navnet Jebjerg-Lyby Sogn.
I sognet findes følgende autoriserede stednavne:
- Bostrup (bebyggelse, ejerlav)
- Intrup (bebyggelse, ejerlav)
- Lyby (bebyggelse)
- Vester Lyby (bebyggelse, ejerlav)
- Øster Lyby (bebyggelse, ejerlav)